# Санта-Круш (Мадейра)
Са́нта-Кру́ш (порт. Santa Cruz) — город на южном побережье острова Мадейры, в Автономном регионе Мадейры (Португалия), с населением 6070 человек (2001). Является административным центром одноименного района (муниципалитета) с площадью 81,52 км² и населением 29 721 человек (2001), который граничит на севере с муниципалитетами Сантаны и Машику, на востоке и юге — омывается Атлантическим океаном, на западе граничит с муниципалитетом Фуншала.
В прошлом (до вступления Мадейрой устава автономии в 1976 году) город входил в состав Фуншальского административного округа.
Муниципалитет сегодня является важным промышленным, туристическим и транспортным центром Мадейры, поскольку именно на его территории в местности Санта-Катарина расположены главные ворота острова — международный аэропорт «Мадейра». На территории муниципалитета в 1986 году был основан природный заповедник «Гаражау» (порт. Reserva Natural Parcial do Garajau). Он является единственным в Португалии морским заповедником. В акватории заповедника «Гаражау» можно наблюдать за экзотическими рыбами больших размеров.
Покровителем города считается Иисус Христос (порт. Salvador).
Праздник города — 15 января.

## История

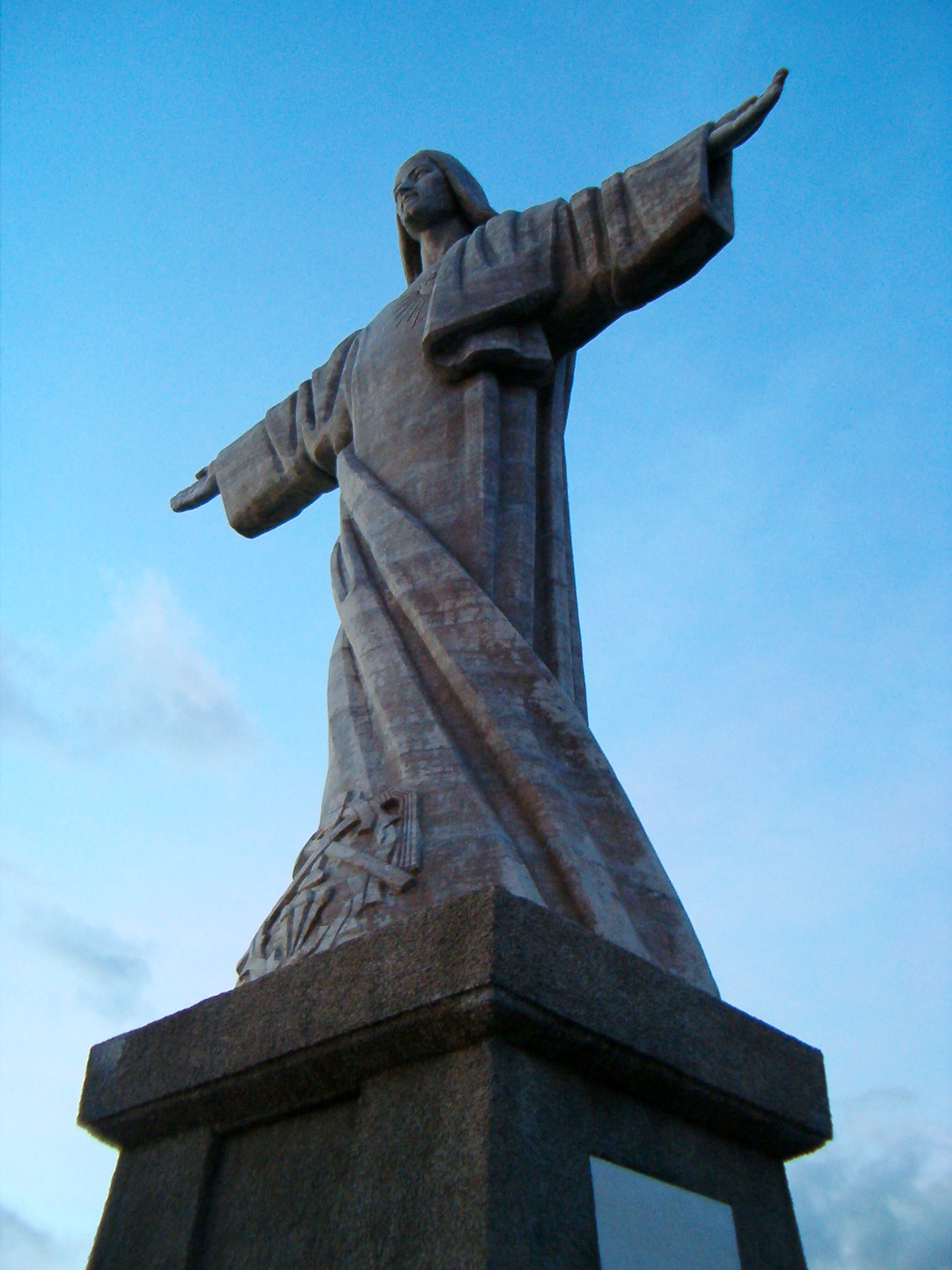
Статуя Святого Сердца Христова

Известно, что поселение Санта-Круш было одним из первых на острове и возникло ещё в начале XV века во время колонизации острова Мадейры. Муниципалитет был образован 26 июня 1515. Статус города — с 2 августа 1996 года. Название города в буквальном переводе на русский язык означает «святой крест». По преданию, когда португальские мореплаватели добрались берегов современной местности Санта-Круш, они увидели несколько поваленных деревьев. Капитан корабля приказал сделать из них крест и подвесить его на самом высоком дереве. Позже на его месте был воздвигнут мраморный крест, который просуществовал до 1889 года.
В архитектурном отношении выделяется главная церковь «матриж» (порт. Igreja Matriz de Santa Cruz), заложенная как небольшая часовня в 1533 году по приказу Мануэла Первого и имеющая портал, выполненный в готическом стиле.
В Канис древнейшей церковью является «Капелла Мадре Деуш» (порт. Capela Madre de Deus), построенная в 1536 году. Там же находится достопримечательность острова и один из символов христианства Статуя Святого Сердца Христова (порт. Sagrado Coração de Jesus), что представляет собой фигуру Спасителя с распростертыми для объятий руками. Эта статуя была возведена в 1927 году ещё задолго до её аналогов — статуй Спасителя в Рио-де-Жанейро и в Алмада.

## Экономика
В муниципалитете доминирует третичный сектор экономики, представленный туризмом и услугами, а также разнообразной коммерцией.
Вторичный сектор представлен хлебопекарнями, рыбными фабриками и деревообработкой.
В сельском хозяйстве преобладает выращивание картофеля, овощей, тропических фруктов, цветов и винограда. Достаточно развито птицеводство, выращивание кроликов и свиней.

## Демография
| Численность населения муниципалитета по годам | Численность населения муниципалитета по годам | Численность населения муниципалитета по годам | Численность населения муниципалитета по годам | Численность населения муниципалитета по годам | Численность населения муниципалитета по годам | Численность населения муниципалитета по годам | Численность населения муниципалитета по годам |
| --------------------------------------------- | --------------------------------------------- | --------------------------------------------- | --------------------------------------------- | --------------------------------------------- | --------------------------------------------- | --------------------------------------------- | --------------------------------------------- |
| 1849                                          | 1900                                          | 1930                                          | 1960                                          | 1981                                          | 1991                                          | 2001                                          | 2004                                          |
| 7285                                          | 16 358                                        | 24 852                                        | 29 042                                        | 23 261                                        | 23 465                                        | 29 721                                        | 32 696                                        |

## Состав муниципалитета
В муниципалитет входят следующие районы:
1. Камаша (порт. Camacha)
2. Канису (порт. Caniço)
3. Гаула (порт. Gaula)
4. Санта-Круш (порт. Santa Cruz)
5. Санту-Антониу-да-Серра (порт. Santo António da Serra)

## Галерея

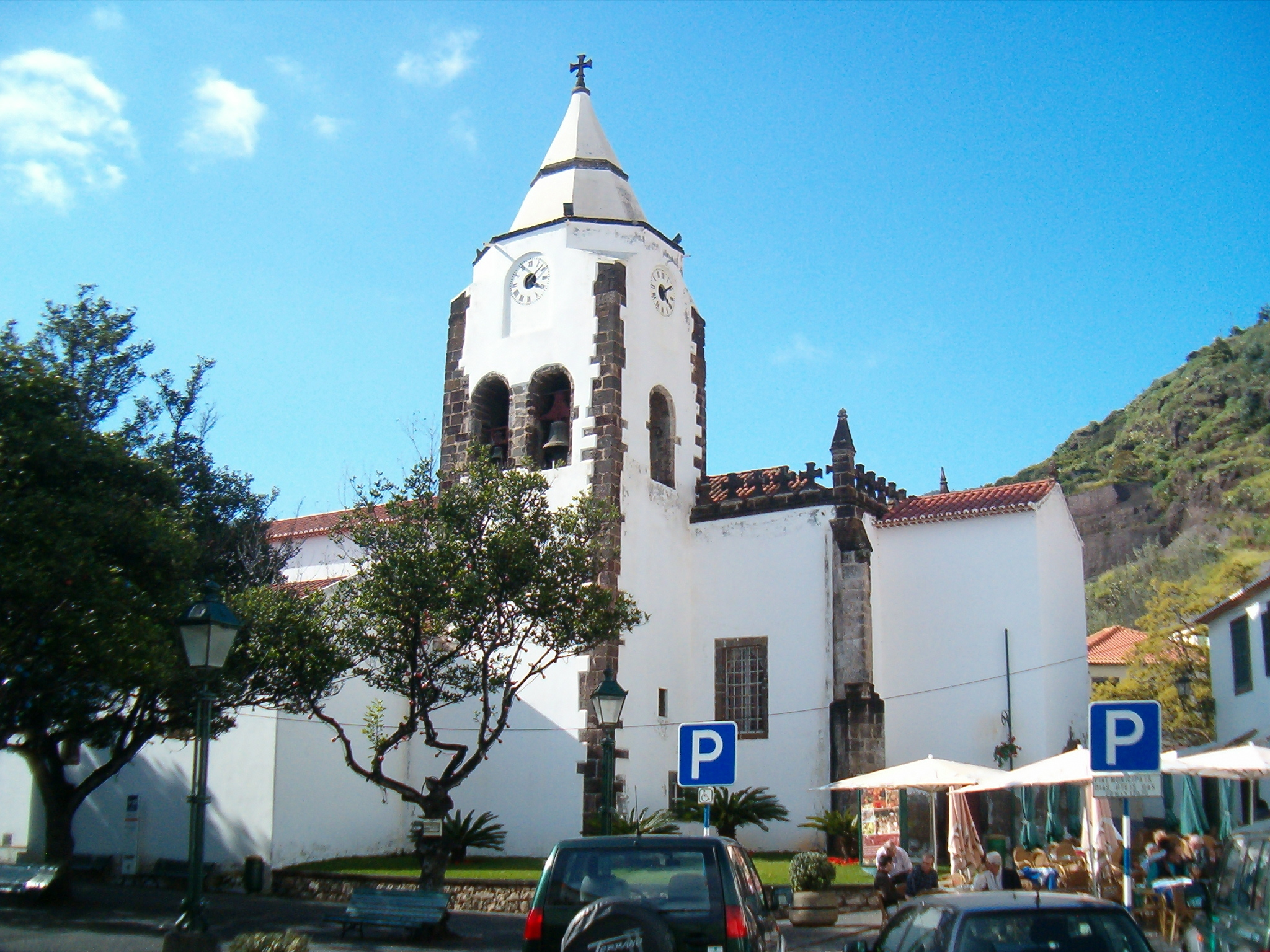
Главная церковь в Санта-Круш
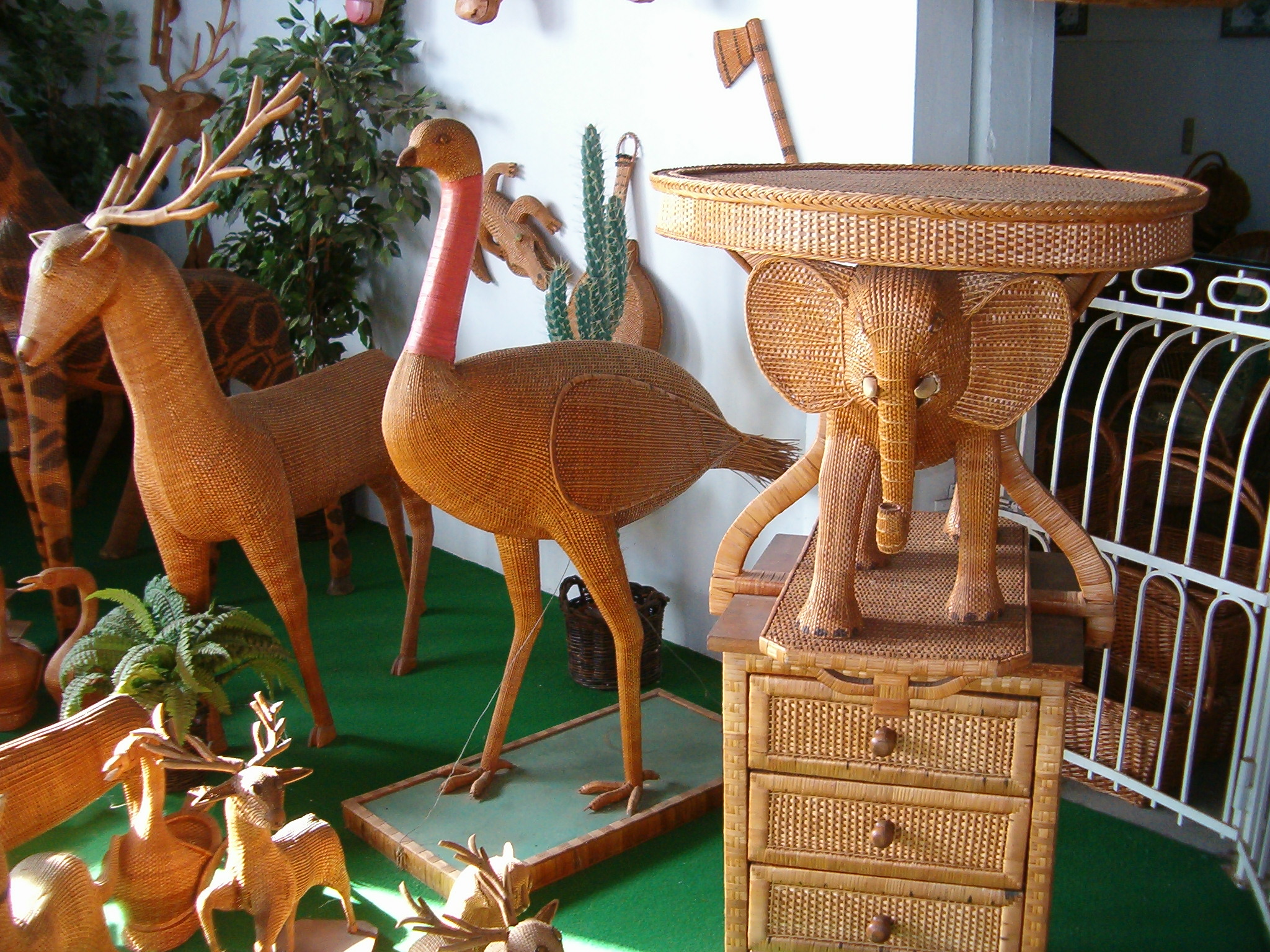
Фабрика изделий из лозы
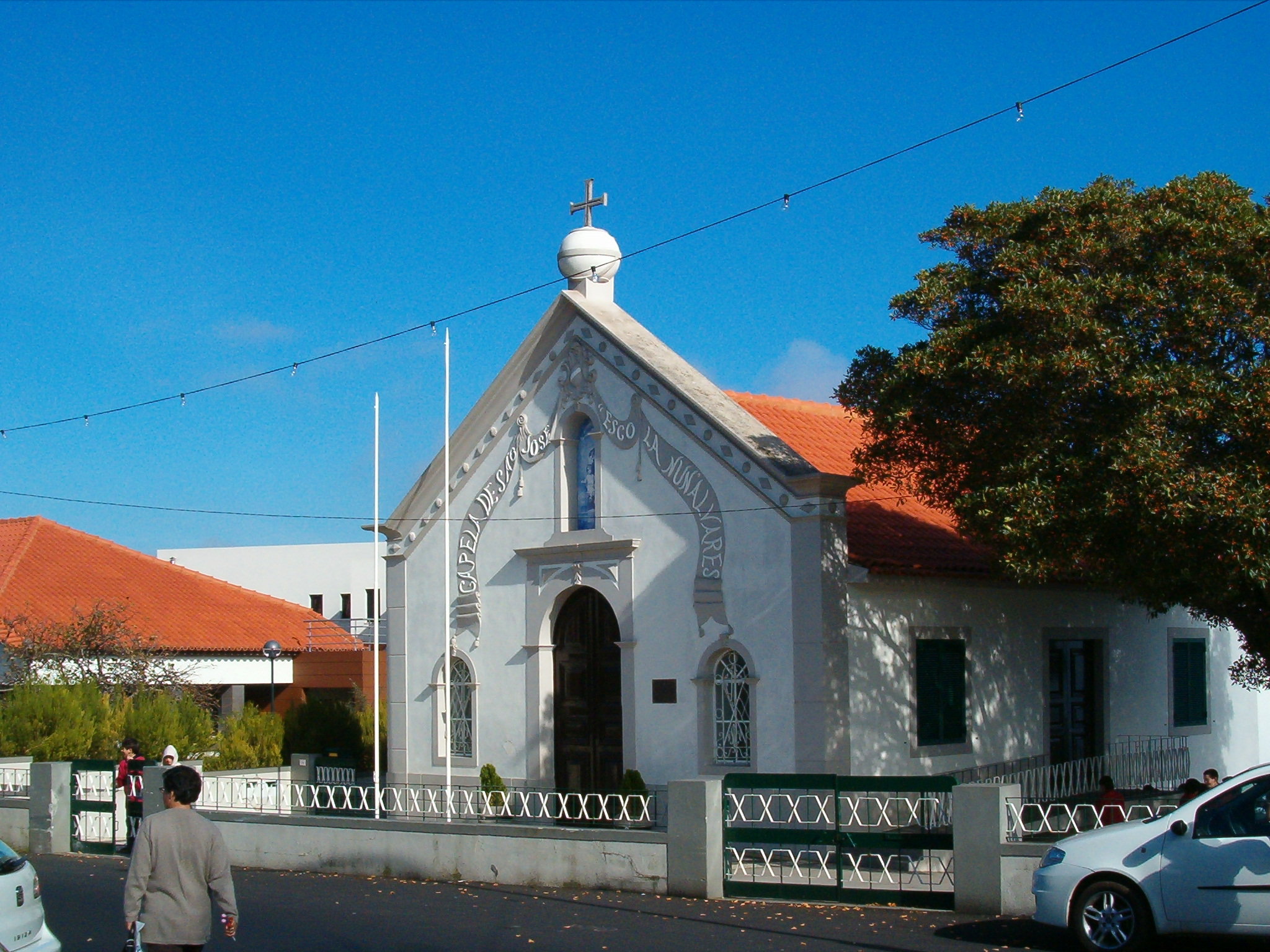
Часовня в Камаши
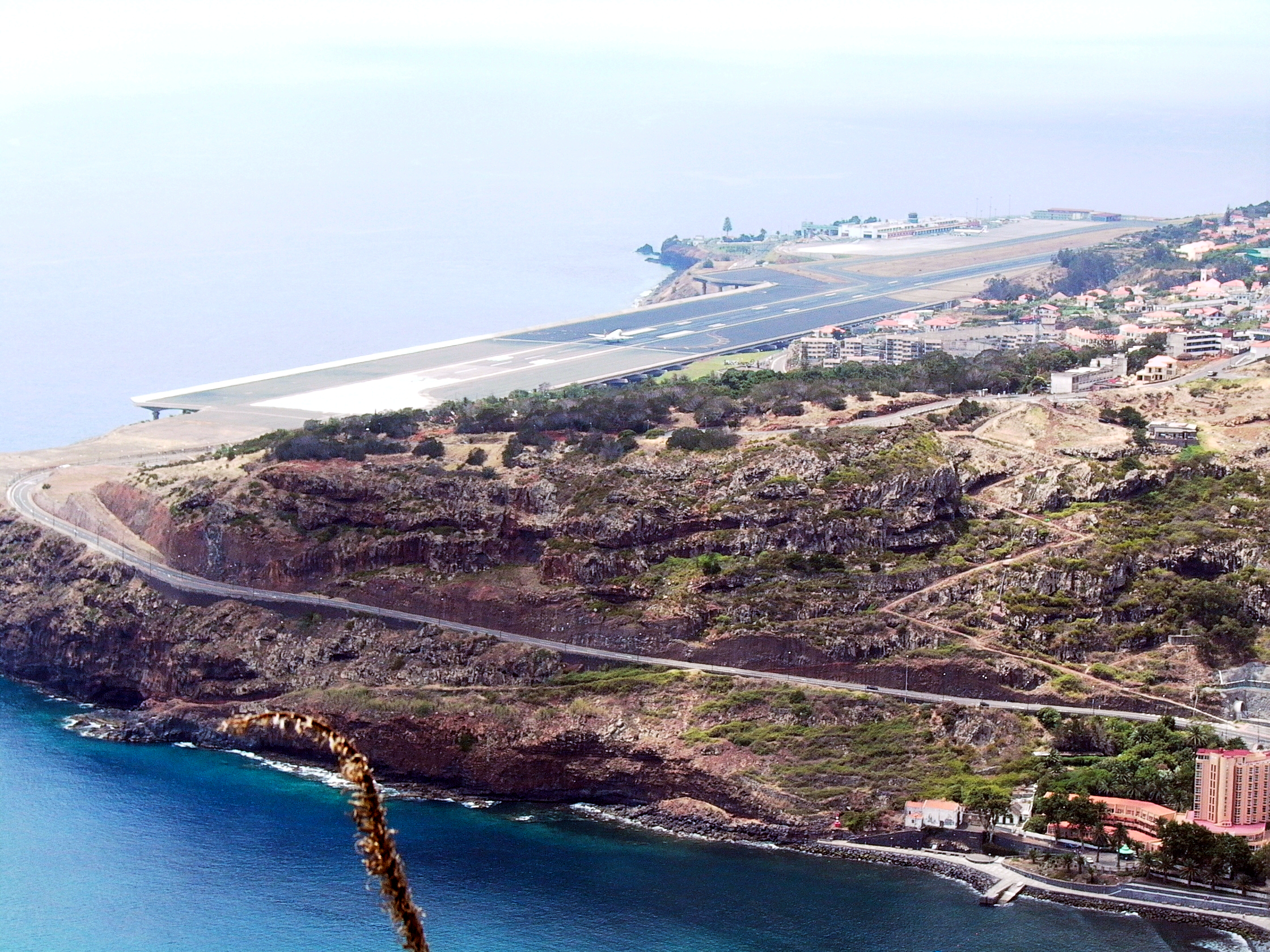
Взлетно-посадочная полоса международного аэропорта «Мадейра»
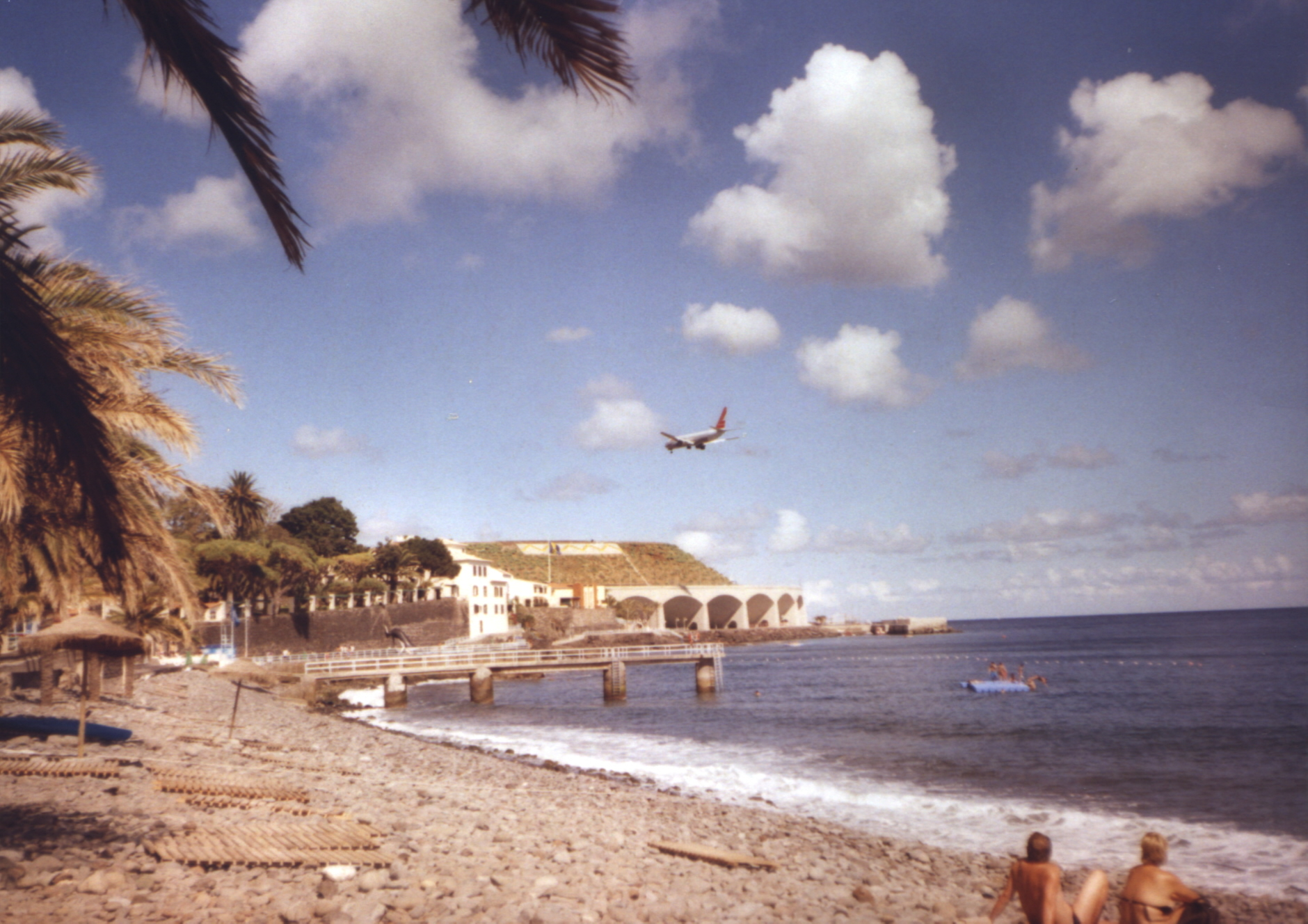
Пляж в Санта-Круш